# Бенуа, Феликс
Феликс Бенуа (фр. Félix Benoist; 15 апреля 1818, Сомюр — 20 сентября 1896, Нант) — французский художник, рисовальщик и график.
Известен в первую очередь как автор литографий, изображающих городские виды, отдельные здания, церкви, замки, а также природные ландшафты. Работал в Нанте для издательства Пьера-Анри Циммермана и его сына, Анри-Дезире Циммермана (1806-1883), где выходили его литографии, а также в Париже, где находился магазин издательства. Кроме Нанта и Парижа, из французских тем оставил зарисовки Бретани и Нормандии. Работал также в Италии, Великобритании и России. 
Ф.Бенуа принимал участие в создании большой графической серии «Величие Парижа» (1861-1863), отражавшей архитектурные достопримечательности французской столицы более чем в 100 литографиях и 38 ксилографиях, выполненных частично по материалам фотографических снимков. Был дружен и сотрудничал с нантским художником и рисовальщиком Франсуа-Ипполитом Лалейсом (1810-1884). 
Ряд произведений Ф.Бенуа хранится в Пушкинском музее в Москве. 

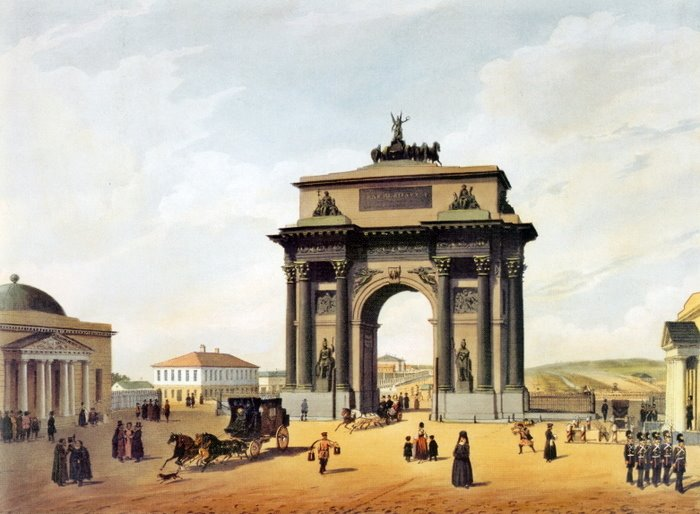
Триумфальная арка в Москве, на площади Тверской заставы (1848)
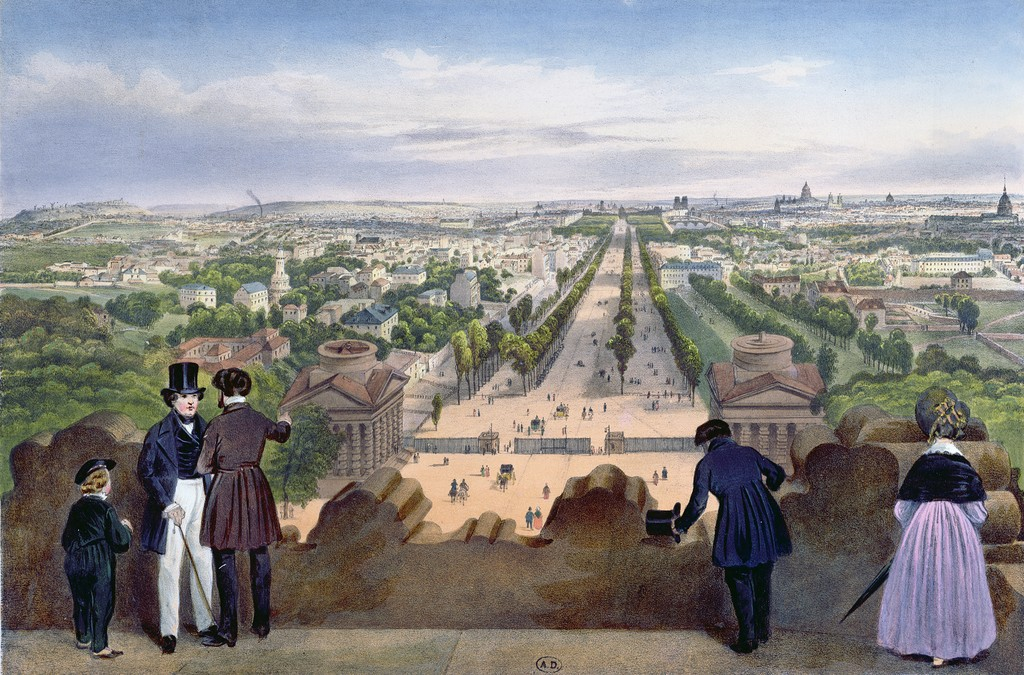
Елисейские поля в Париже (1850)
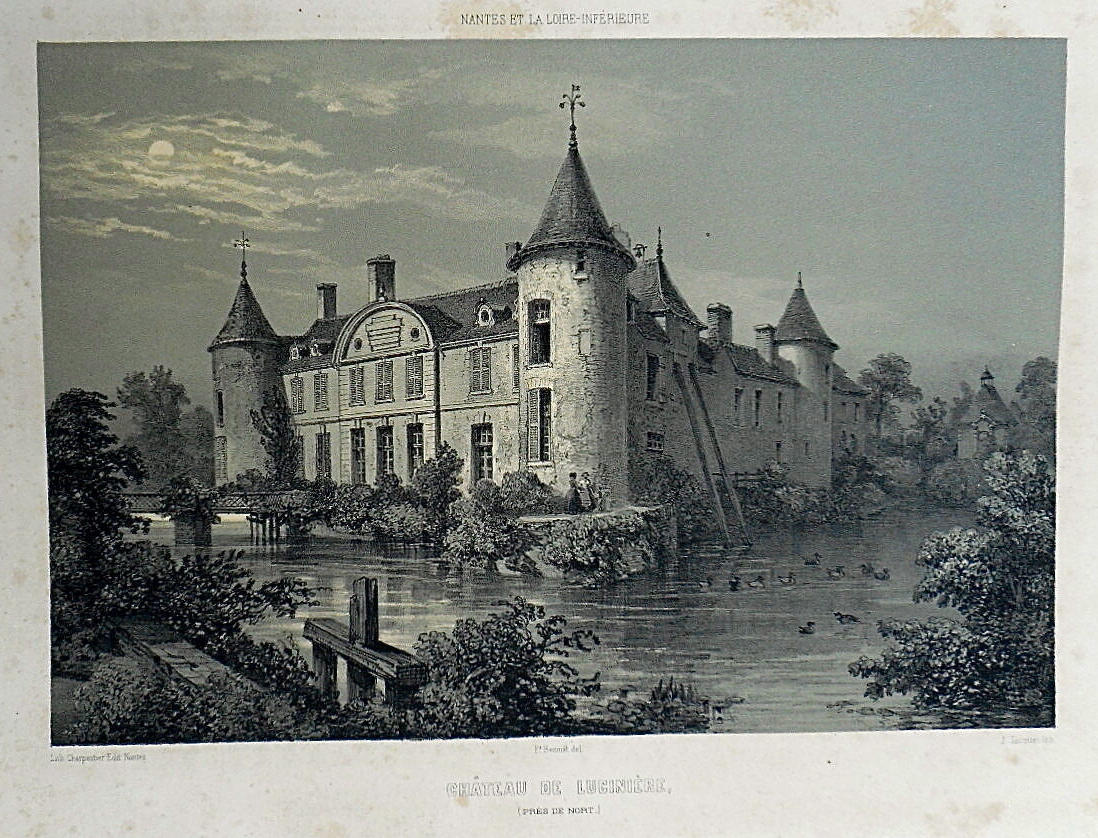
Замок Люсиньер

## Изданные альбомы графики
- Nantes et la Loire inférieure, monuments, sites et costumes dessinés par Félix Benoist, notices par Pitre-Chevalier, Émile Souvestre (Nantes, Charpentier, 1850)
- La Bretagne contemporaine (Nantes, 1865)